# Artemio Precioso Ugarte
Artemio Precioso Ugarte (Hellín, 1917 - Madrid, 15 d'agost de 2007) va ser un economista i ecologista espanyol, fill de l'escriptor Artemio Precioso García. Va lluitar en la Guerra Civil Espanyola, on va destacar en la supressió de la rebel·lió profranquista que havia esclatat a la Base Naval de Cartagena.